# Antlers (Oklahoma)
Antlers település az Amerikai Egyesült Államok Oklahoma államában, Pushmataha megyében, melynek megyeszékhelye is. Lakosainak száma 2221 fő (2020. április 1.).

## Népesség
A település népességének változása:

| 2010 | 2 453 |
| 2020 | 2 221 |